# العلاقات الإكوادورية اللبنانية
العلاقات الإكوادورية اللبنانية هي العلاقات الثنائية التي تجمع بين الإكوادور ولبنان.

## مقارنة بين البلدين
هذه مقارنة عامة ومرجعية للدولتين:
| وجه المقارنة                                              | الإكوادور                      | لبنان                                                                |
| --------------------------------------------------------- | ------------------------------ | -------------------------------------------------------------------- |
| المساحة (كم2)                                             | 283.56 ألف                     | 10.45 ألف                                                            |
| عدد السكان (نسمة)                                         | 16.62 مليون                    | 6.10 مليون                                                           |
| الكثافة السكانية (ن./كم²)                                 | 58.61                          | 583.73                                                               |
| العاصمة                                                   | كيتو                           | بيروت                                                                |
| اللغة الرسمية                                             | اللغة الإسبانية، كيشوا ‏، شوار ‏ | اللغة العربية، لغة فرنسية                                            |
| العملة                                                    | دولار أمريكي، سوكري إكوادوري   | ليرة لبنانية                                                         |
| الناتج المحلي الإجمالي (بليون دولار)                      | 103.06 مليار                   | 51.84 مليار                                                          |
| الناتج المحلي الإجمالي (تعادل القوة الشرائية) بليون دولار | 185.24 مليار                   | 81.54 مليار                                                          |
| الناتج المحلي الإجمالي الاسمي للفرد دولار أمريكي          | 6.21 ألف                       | 8.05 ألف                                                             |
| الناتج المحلي الإجمالي للفرد دولار أمريكي                 | 11.37 ألف                      | 17.46 ألف                                                            |
| مؤشر التنمية البشرية                                      | 0.746                          | 0.769                                                                |
| رمز المكالمات الدولي                                      | +593                           | +961                                                                 |
| رمز الإنترنت                                              | .ec                            | .lb                                                                  |
| المنطقة الزمنية                                           | 00                             | ت ع م+02:00، ت ع م+03:00، توقيت شرق أوروبا، توقيت شرق أوروبا الصيفي ‏ |

## منظمات دولية مشتركة
يشترك البلدان في عضوية مجموعة من المنظمات الدولية، منها:
| علم المنظمة | اسم المنظمة                        | تاريخ انضمام الإكوادور | تاريخ انضمام لبنان |
| ----------- | ---------------------------------- | ---------------------- | ------------------ |
|             | مؤسسة التنمية الدولية              | 7 نوفمبر 1961          | 10 أبريل 1962      |
|             | يونسكو                             | 22 يناير 1947          | 4 نوفمبر 1946      |
|             | وكالة ضمان الاستثمار متعدد الأطراف | 12 أبريل 1988          | 19 أكتوبر 1994     |
|             | الأمم المتحدة                      | 21 ديسمبر 1945         | 24 أكتوبر 1945     |
|             | الاتحاد البريدي العالمي            | ?                      | ?                  |
|             | البنك الدولي للإنشاء والتعمير      | 28 ديسمبر 1945         | 14 أبريل 1947      |
|             | الاتحاد الدولي للاتصالات           | 17 أبريل 1920          | 12 يناير 1924      |
|             | منظمة حظر الأسلحة الكيميائية       | ?                      | ?                  |
|             | مؤسسة التمويل الدولية              | 20 يوليو 1956          | 28 ديسمبر 1956     |
|             | منظمة الشرطة الجنائية الدولية      | ?                      | ?                  |

## أعلام
هذه قائمة لبعض الشخصيات التي تربطها علاقات بالبلدين:
- إكوادوري لبناني
- جميل معوض (رئيس الإكوادور، 29 يوليو 1949 – )
- خورخي إنريكي أدوم (كاتب وسياسي إكوادوري، 29 يونيو 1926[19][20] – 3 يوليو 2009[19][20])
- خوليو تيودورو سالم (سياسي إكوادوري، 26 سبتمبر 1900 – 3 سبتمبر 1968)
- عبد الله بوكرم (رئيس الإكوادور، 4 فبراير 1952[21] – )
- قائمة اللبنانيين في إكوادور (قائمة ويكيميديا)

## وصلات خارجية
- موقع وزارة الخارجية الإكوادورية